# Бібліографія Говарда Лавкрафта
На цій сторінці наведений повний перелік робіт письменника Говарда Лавкрафта. Назви творів основних 1917—1935 років українською дані за перекладами з «Лавкрафт Говард Філіпс. Повне зібрання прозових творів у трьох томах» (Томи 1-3, Видавництво Жупанського, Київ, 2016—2018). Дати написання/публікації дані за книгою «An H.P. Lovecraft Encyclopedia» С. Т. Джоші та Д. Є. Шульца (Hippocampus Press, New York, 2001.). Багато з цих робіт мовою оригіналу містяться у Вікіджерелах.

## Проза
Оповідання Лавкрафта традиційно поділяють на три цикли: «Моторошні оповідання» (≈ 1917—1927), «Цикл снів» (≈ 1918—1927) та «Міфи Ктулху» (≈ 1926—1935). Деякі з «Моторошних оповідань», написані без жодного зв'язку між собою, ретроспективно пов'язані (або не пов'язані) з «Міфами Ктулху», згідно з інтерпретаціями різних авторів, через посилання Лавкрафта або повторне використання старих елементів з одного тексту в інший.

### Моторошні оповідання
| Лік | Назва                                                  | Переклад                                                 | Написання                 | Публікація            |
| --- | ------------------------------------------------------ | -------------------------------------------------------- | ------------------------- | --------------------- |
| 1   | Tomb                                                   | Склеп                                                    | червень 1917              | березень 1922         |
| 2   | Dagon                                                  | Дагон                                                    | липень 1917               | листопад 1919         |
| 3   | The Transition of Juan Romero                          | Перевтілення Хуана Ромеро                                | 16 вересня 1919           | 1944                  |
| 4   | Statement of Randolph Carter                           | Свідчення Рендольфа Картера                              | листопад 1919             | травень 1920          |
| 5   | The Street                                             | Вулиця                                                   | кінець 1919               | грудень 1920          |
| 6   | The Terrible Old Man                                   | Жахливий Стариган                                        | 28 січня 1920             | липень 1921           |
| 7   | The Temple                                             | Храм                                                     | червень-листопад 1920     | вересень 1925         |
| 8   | Facts Concerning the Late Arthur Jermyn and His Family | Деякі факти про покійного Артура Джерміна та його родину | 1920                      | березень-червень 1921 |
| 9   | From Beyond                                            | З позамежжя                                              | 16 листопада 1920         | червень 1934          |
| 10  | The Picture in the House                               | Малюнок в давній книзі                                   | 12 листопада 1920         | літо 1921             |
| 11  | The Nameless City                                      | Безіменне місто                                          | січень 1921               | листопад 1921         |
| 12  | The Moon-Bog                                           | Місячні болота                                           | 10 березня 1921           | червень 1926          |
| 13  | The Outsider                                           | Сторонній                                                | весна-літо 1921           | травень 1926          |
| 14  | The Music of Erich Zann                                | Музика Еріха Цанна                                       | грудень 1921              | березень 1922         |
| 15  | Herbert West-Reanimator                                | Герберт Вест — Реаніматор                                | жовтень 1921-червень 1922 | лютий-липень 1922     |
| 16  | The Lurking Fear                                       | Прихований жах                                           | листопад 1922             | січень-травень 1923   |
| 17  | The Hound                                              | Пес                                                      | жовтень 1922              | лютий 1924            |
| 18  | The Rats in the Walls                                  | Щури в стінах                                            | серпень-вересень 1923     | березень 1924         |
| 19  | The Unnamable                                          | Невимовне                                                | вересень 1923             | липень 1925           |
| 20  | The Festival                                           | Свято                                                    | жовтень 1923              | січень 1925           |
| 21  | The Shunned House                                      | Покинутий дім                                            | жовтень 1924              | 1937                  |
| 22  | The Horror at Red Hook                                 | Жах у Ред-Гуку                                           | 1-2 серпень 1925          | січень 1927           |
| 23  | He                                                     | Він                                                      | 11 серпня 1925            | вересень 1926         |
| 24  | In the Vault                                           | У склепі                                                 | 18 вересня 1925           | листопад 1925         |
| 25  | Cool Air                                               | Холод                                                    | лютий 1926                | березень 1928         |
| 26  | Pickman's Model                                        | Натура для Пікмана                                       | вересень 1926             | жовтень 1927          |
| 27  | The Very Old Folk                                      | Дуже старий народ                                        | 3 листопада 1927          | літо 1940             |
| 28  | The Evil Clergyman                                     | Служитель Зла                                            | осінь 1933                | травень 1939          |

### Цикл снів
| Лік | Назва                              | Переклад                              | Написання                             | Публікація          |
| --- | ---------------------------------- | ------------------------------------- | ------------------------------------- | ------------------- |
| 1   | Polaris                            | Поляріс                               | весна-літо 1918                       | листопад 1920       |
| 2   | Beyond the Wall of Sleep           | За стіною сну                         | весна 1919                            | жовтень 1919        |
| 3   | The White Ship                     | Білий корабель                        | жовтень 1919                          | листопад 1919       |
| 4   | The Doom that Came to Sarnath      | Фатум, що спіткав Сарнат              | 3 грудня 1919                         | червень 1920        |
| 5   | The Tree                           | Дерево                                | січень-червень 1920                   | жовтень 1921        |
| 6   | The Cats of Ulthar                 | Коти Ултара                           | 15 червня 1920                        | листопад 1920       |
| 7   | Celephaïs                          | Селефаїс                              | початок листопада 1920                | травень 1922        |
| 8   | Ex Oblivione                       | Ex Oblivione                          | 1920 - березень 1921 (точно невідомо) | березень 1921       |
| 9   | The Quest of Iranon                | Пошуки Іранона                        | 28 лютого 1921                        | липень-серпень 1935 |
| 10  | The Other Gods                     | Інші боги                             | 14 серпня 1921                        | листопад 1933       |
| 11  | Hypnos                             | Гіпнос                                | березень 1922                         | травень 1923        |
| 12  | The Silver Key                     | Срібний ключ                          | листопад 1926                         | січень 1929         |
| 13  | The Strange High House in the Mist | Таємничий будинок у туманній височині | 9 листопада 1926                      | жовтень 1931        |
| 14  | The Dream-Quest of Unknown Kadath  | Сновидні пошуки незвіданого Кадата    | жовтень 1926-22 січень 1927           | 1943                |

### Міфи Ктулху
| Лік | Назва                           | Переклад                      | Написання                        | Публікація           |
| --- | ------------------------------- | ----------------------------- | -------------------------------- | -------------------- |
| 1   | The Call of Cthulhu             | Поклик Ктулху                 | серпень-вересень 1926            | лютий 1928           |
| 2   | The Descendant                  | Нащадок                       | Фрагмент на початку 1927         | 1938                 |
| 3   | The Colour Out of Space         | Барва з позамежжя світу       | березень 1927                    | вересень 1927        |
| 4   | The Case of Charles Dexter Ward | Справа Чарльза Декстера Ворда | січень-1 березня 1927            | травень-липень 1941  |
| 5   | History of the Necronomicon     | Історія Некрономікона         | 1927                             | 1938                 |
| 6   | The Dunwich Horror              | Жахіття Данвіча               | серпень 1928                     | травень 1929         |
| 7   | The Whisperer in Darkness       | Той, хто шепоче в пітьмі      | 24 лютого-26 вересня 1930        | серпень 1931         |
| 8   | At the Mountains of Madness     | У горах божевілля             | 24 лютого - 22 березня 1931      | лютий - травень 1936 |
| 9   | The Shadow Over Innsmouth       | Морок над Інсмутом            | листопад-грудень 1931            | травень 1936         |
| 10  | The Dreams in the Witch House   | Сни у відьминому домі         | лютий 1932                       | липень 1933          |
| 11  | The Thing on the Doorstep       | Потвора на порозі             | 21-24 серпня 1933                | січень 1937          |
| 12  | The Shadow Out of Time          | За пеленою часу               | 10 листопада 1934-22 лютого 1935 | червень 1936         |
| 13  | The Haunter of the Dark         | Той, Хто Чаїться у Темряві    | 5-9 листопада 1935               | листопад 1936        |

### Поезія в прозі
| Лік | Назва                | Переклад            | Написання     | Публікація    |
| --- | -------------------- | ------------------- | ------------- | ------------- |
| 1   | Memory               | Пам'ять             | весна 1919    | травень 1923  |
| 2   | Nyarlathotep         | Ньярлятотеп         | листопад 1920 | листопад 1920 |
| 3   | What the Moon Brings | Що приносить Місяць | 1922          | травень 1923  |
| 4   | Azathoth             | Азатот              | червень 1922  | червень 1938  |
| 5   | The Book             | Книга               | 1933 ?        | 1938          |

### Пародії та пастиші
| Лік | Назва                              | Переклад                             | Написання | Публікація    |
| --- | ---------------------------------- | ------------------------------------ | --------- | ------------- |
| 1   | Reminiscence of Dr. Samuel Johnson | Спогади про доктора Семюеля Джонсона | 1917      | вересень 1917 |
| 2   | Old Bugs                           | Старий Вар'ят                        | 1919      | 1959          |
| 3   | Sweet Ermengarde                   | Люба Ерменґард                       | 1919-1921 | 1943          |
| 4   | Ibid                               | Ібід                                 | літо 1928 | січень 1938   |

### Ранні твори[2]
| Твори, що не збереглися виділені кольором. |

| Лік | Назва                                   | Переклад                              | Написання      | Публікація    |
| --- | --------------------------------------- | ------------------------------------- | -------------- | ------------- |
| 1   | The Noble Eavesdropper                  | Шляхетний підслухач                   | 1897           | ніколи        |
| 2   | The Little Glass Bottle                 | Маленька скляна пляшка                | 1898-1899      | 1959          |
| 3   | The Secret Cave, or John Lees Adventure | Таємна печера, або Пригода Джона Ліса | 1898           | -             |
| 4   | The Mystery of the Grave-Yard           | Таємниця могильного подвір'я          | 1898           | -             |
| 5   | The Haunted House                       | Будинок з привидами                   | до 1902        | ніколи        |
| 6   | The Secret of the Grave                 | Секрет могили                         | до 1902        | ніколи        |
| 7   | John, the Detective                     | Джон, детектив.                       | до 1902        | ніколи        |
| 8   | The Mysterious Ship                     | Таємниче судно                        | 1902           | -             |
| 9   | The Beast in the Cave                   | Звір у печері                         | 21 квітня 1905 | червень 1918  |
| 10  | The Picture                             | Картина                               | 1907           | -             |
| 11  | The Alchemist                           | Алхімік                               | 1908           | листопад 1916 |

### Написане у співавторстві або під редакцією
| Назва                               | Переклад                     | Написання                 | Публікація          | Співавтор (редактор)                                                 |
| ----------------------------------- | ---------------------------- | ------------------------- | ------------------- | -------------------------------------------------------------------- |
| The Battle that Ended the Century   | Битва, що закінчила століття | червень 1934              | червень 1934        | Роберт Гейворд Барлоу                                                |
| Bothon                              | Ботон                        | 1946                      | 1946                | Генрі Сент-Клер Вайтгед                                              |
| The Challenge from Beyond           | Виклик ззовні                | серпень 1935              | вересень 1935       | Кетрін Люсіль Мур, Абрахам Мерріт, Роберт Говард і Френк Белкнеп Лон |
| Collapsing Cosmoses                 | Крах Космосів                | 1938                      | 1938                | Роберт Гейворд Барлоу                                                |
| The Crawling Chaos                  | Повзучий хаос                | листопад 1920             | квітень 1921        | Вініфред Джексон                                                     |
| The Curse of Yig                    | Прокляття Йіга               | весна 1928                | листопад 1929       | Зелія Бішоп                                                          |
| The Diary of Alonzo Typer           | Щоденник Алонсо Тайпера      | жовтень 1935              | лютий 1938          | Вільям Ламлі                                                         |
| The Disinterment                    | Ексгумація                   | вересень 1935             | січень 1937         | Двейн Велдон Рімел                                                   |
| The Electric Executioner            | Електричний кат              | липень 1929               | серпень 1930        | Адольф Данцигер де Кастро                                            |
| The Green Meadow                    | Зелений луг                  | 1918-1919                 | весна 1927          | Вініфред Джексон                                                     |
| Four O'Clock                        | Четверта година              | 1922                      | 1922                | Соня Грін                                                            |
| The Hoard of the Wizard-Beast       | Скарб чаклуна-звіра          | 1933                      | 1933                | Роберт Гейворд Барлоу                                                |
| The Horror at Martin's Beach        | Жах на Мартінс-біч           | червень 1922              | листопад 1923       | Соня Грін                                                            |
| The Horror in the Burying-Ground    | Жах на кладовищі             | 1933-1934                 | травень 1937        | Гейзел Гілд                                                          |
| The Horror in the Museum            | Жах у музеї                  | жовтень 1932              | липень 1933         | Гейзел Гілд                                                          |
| Imprisoned with the Pharaohs        | Заточений з фараонами        | лютий 1924                | травень-липень 1924 | Гаррі Гудіні                                                         |
| The Last Test                       | Останнє випробування         | жовень-листопад 1927      | листопад 1928       | Адольф Данцигер де Кастро                                            |
| The Man of Stone                    | Камінна людина               | літо 1932                 | жовтень 1932        | Гейзел Гілд                                                          |
| Medusa's Coil                       | Пасмо Медузи                 | травень-серпень 1930      | січень 1939         | Зелія Бішоп                                                          |
| The Mound                           | Курган                       | листопад 1929-січень 1930 | листопад 1940       | Зелія Бішоп                                                          |
| The Night Ocean                     | Нічний океан                 | літо 1936                 | зима 1939           | Роберт Гейворд Барлоу                                                |
| Out of the Aeons                    | З еонів                      | серпень 1933              | квітень 1935        | Гейзел Гілд                                                          |
| Poetry and the Gods                 | Поезія і боги                | літо 1920                 | вересень 1920       | Анна Гелен Крофтс                                                    |
| The Slaying of the Monster          | Поборення чудовиськ          | 1933                      | 1933                | Роберт Гейворд Барлоу                                                |
| The Sorcery of Aphlar               | Чаклунство Ефлара            | 1934                      | 1934                | Двейн Велдон Рімел                                                   |
| The Thing in the Moonlight          | Щось в місячному світлі      | листопад 1927             | січень 1941         | Дж. Чапман Міске                                                     |
| Through the Gates of the Silver Key | Крізь браму срібного ключа   | жовтень 1932-квітень 1933 | липень 1934         | Едґар Гоффманн Прайс                                                 |
| Till A'the Seas                     | Поки не висохнуть моря       | січень 1935               | літо 1935           | Роберт Гейворд Барлоу                                                |
| The Trap                            | Пастка                       | літо 1931                 | березень 1932       | Генрі Сент-Клер Вайтгед                                              |
| The Tree on the Hill                | Дерево на пагорбі            | травень 1934              | вересень 1940       | Двейн Велдон Рімел                                                   |
| Two Black Bottles                   | Чорні пляшки                 | червень-жовтень 1926      | серпень 1927        | Вілфред Бланш Толман                                                 |
| In the Walls of Eryx                | У стінах Еріксу              | січень 1936               | жовтень 1939        | Кеннет Стерлінг                                                      |
| Winged Death                        | Крилата смерть               | літо 1932                 | березень 1934       | Гейзел Гілд                                                          |
| Satan's Servants                    | Слуги сатани                 | 1935                      | 1949                | Роберт Блох                                                          |

#### Посмертно у співавторстві з Огюстом Дерлетом
- Предок (англ. The Ancestor)
- Темне братство (англ. The Dark Brotherhood)
- Рибалка на Фелкон-поінт (англ. The Fisherman of Falcon Point)
- Слухове вікно (англ. The Gable Window)
- Жах з середнього майданчика (англ. The Horror from the Middle Span)
- Іннсмутська глина (англ. Innsmouth Clay)
- Лампа Аль-Хазреда (англ. The Lamp of Alhazred)
- Причаєний за порогом (англ. The Lurker at the Threshold)
- Спадок Пібоді (англ. The Peabody Heritage)
- Тінь на горищі (англ. The Shadow in the Attic)
- Тінь з космосу (англ. The Shadow Out of Space)
- Закрита кімната (англ. The Shuttered Room)
- Останній нащадок (англ. The Survivor)
- Спостерігачі з позачасся (англ. The Watchers Out of Time)
- День Вентворта (англ. Wentworth's Day)
- Низина відьом (англ. Witches' Hollow)

#### Інша проза у співавторстві
- Слуги Сатани (англ. Satan's Servants)[7]
- Неминучий конфлікт (англ. The Inevitable Conflict)[8]

## Поезія
| - The Poem of Ulysses, or The Odyssey (8 листопада 1897) - Ovid's Metamorphoses (1898—1902) - H. Lovecraft's Attempted Journey betwixt Providence & Fall River on the N.Y.N.H. & H.R.R. (1901) - Poemata Minora, Volume II (1902) - Ode to Selene or Diana - To the Old Pagan Religion - On the Ruin of Rome - To Pan - On the Vanity of Human Ambition - C.S.A. 1861—1865: To the Starry Cross of the SOUTH (1902) - De Triumpho Naturae (липень 1905) - The Members of the Men's Club of the First Universalist Church of Providence, R.I., to Its President, About to Leave for Florida on Account of His Health (1908-12) - To His Mother on Thanksgiving (30 листопада 1911) - To Mr. Terhune, on His Historical Fiction (1911-13) - Providence in 2000 A.D. (4 березня 1912) - New-England Fallen (квітень 1912) - On the Creation of Niggers (1912) - Fragment on Whitman (1912) - On Robert Browning (1912) - On a New-England Village Seen by Moonlight (7 вересня 1913) - Quinsnicket Park (1913) - To Mr. Munroe, on His Instructive and Entertaining Account of Switzerland (1 січня 1914) - Ad Criticos (січень-травень? 1914) - Frusta Praemunitus (червень? 1914) - De Scriptore Mulieroso (червень? 1914) - To General Villa (літо 1914) - On a Modern Lothario (липень-серпень 1914) - The End of the Jackson War (жовтень 1914) - To the Members of the Pin-Feathers on the Merits of Their Organisation, and of Their New Publication, The Pinfeather (листопад 1914) - To the Rev. James Pyke (листопад 1914) - To an Accomplished Young Gentlewoman on Her Birthday, Decr. 2, 1914 (2 грудня 1914) - Regner Lodbrog's Epicedium (грудень 1914) - The Power of Wine: A Satire (8 грудня 1914) - The Teuton's Battle-Song (17 грудня 1914) - New England (18 грудня 1914) - Gryphus in Asinum Mutatus (1914?) - To the Members of the United Amateur Press Association from the Providence Amateur Press Club (1 січня 1915) - Березень (березень 1915) - 1914 (березень 1915) - The Simple Speller's Tale (квітень 1915) - On Slang (Квітень 1915) - An Elegy on Franklin Chase Clark, M.D. (29 квітня 1915) - The Bay-Stater's Policy (червень 1915) - The Crime of Crimes (липень 1915) - Ye Ballade of Patrick von Flynn (23 серпня 1915) - The Issacsonio-Mortoniad (14 вересня 1915) - On Receiving a Picture of Swans (14 вересня 1915) - Unda; or, The Bride of the Sea (30 вересня 1915) - On «Unda; or, The Bride of the Sea» (30 вересня 1915) - To Charlie of the Comics (30 вересня 1915) - Gems from In a Minor Key (жовтень 1915) - The State of Poetry (жовтень 1915) - The Magazine Poet (жовтень 1915) - A Mississippi Autumn (грудень 1915) - On the Cowboys of the West (грудень 1915) - To Samuel Loveman, Esquire, on His Poetry and Drama, Writ in the Elizabethan Style (грудень 1915) - An American to Mother England (січень 1916) - The Bookstall (січень 1916) - A Rural Summer Eve (січень 1916) - To the Late John H. Fowler, Esq. (березень 1916) - R. Kleiner, Laureatus, in Heliconem (квітень 1916) - Temperance Song (весна 1916) - Lines on Gen. Robert Edward Lee (18 травня 1916) - Content (червень 1916) - My Lost Love (10 червня1916) - The Beauties of Peace (27 червня 1916) - The Smile (липень 1916) - Epitaph on ye Letterr Rrr…….. (29 серпня 1916) - The Dead Bookworm (29 серпня 1916) - On Phillips Gamwell (1 вересня 1916) - Inspiration (жовтень 1916) - Respite (жовтень 1916) - The Rose of England (жовтень 1916) - The Unknown (жовтень 1916) - Ad Balneum (жовтень 1916) - On Kelso the Poet (жовтень? 1916) - Providence Amateur Press Club (Deceased) to the Athenaeum Club of Journalism (24 листопада 1916) - Brotherhood (грудень 1916) - Brumalia (грудень 1916) - The Poe-et's Nightmare (1916) - Futurist Art (січень 1917) - On Receiving a Picture of the Marshes of Ipswich (січень 1917) - The Rutted Road (січень 1917) - An Elegy on Phillips Gamwell, Esq. (5 січня 1917) - Lines on Graduation from the R.I. Hospital's School of Nurses (13 січня 1917) - Fact and Fancy (лютий 1917) - The Nymph's Reply to the Modern Business Man (лютий 1917) - Pacifist War Song—1917 (березень 1917) - Percival Lowell (березень 1917) - To Mr. Lockhart, on His Poetry (березень 1917) - Britannia Victura (квітень 1917) - Spring (квітень 1917) - A Garden (квітень 1917) - Sonnet on Myself (квітень 1917) - Квітень (24 квітня 1917) - Iterum Conjunctae (травень 1917) - The Peace Advocate (травень 1917) - To Greece, 1917 (травень? 1917) - On Receiving a Picture of ye Towne of Templeton, in the Colonie of Massachusetts-Bay, with Mount Monadnock, in New-Hampshire, Shewn in the Distance (червень 1917) - The Poet of Passion (червень 1917) - Earth and Sky (липень 1917) - Ode for Липень Fourth, 1917 (липень 1917) - On the Death of a Rhyming Critic (липень 1917) - Prologue to «Fragments from an Hour of Inspiration» by Jonathan E. Hoag (липень 1917) - To M.W.M. (липень 1917) - To the Incomparable Clorinda (липень 1917) - To Saccharissa, Fairest of Her Sex (липень 1917) - To Rhodoclia—Peerless among Maidens (липень 1917) - To Belinda, Favourite of the Graces (липень 1917) - To Heliodora—Sister of Cytheraea (липень 1917) - To Mistress Sophia Simple, Queen of the Cinema (серпень 1917) - An American to the British Flag (листопад 1917) - Autumn (листопад 1917) - Nemesis (1 листопад 1917) - Astrophobos (25 листопада 1917) - Lines on the 25th. Anniversary of the Providence Evening News, 1892—1917 (грудень 1917) - Sunset (грудень 1917) - Old Christmas (кінець 1917) - To the Arcadian (кінець 1917) - To the Nurses of the Red Cross (1917) - The Introduction (1917?) - A Summer Sunset and Evening (1917?) - A Winter Wish (2 січня 1918) - Laeta; a Lament (лютий 1918) - To Jonathan E. Hoag, Esq. (лютий 1918) - The Volunteer (лютий 1918) - Ad Britannos—1918 (квітень 1918) - Ver Rusticum (1 квітня 1918) - To Mr. Kleiner, on Receiving from Him the Poetical Works of Addison, Gay, and Somerville (10 квітня 1918) - A Pastoral Tragedy of Appleton, Wisconsin (27 травня 1918) - On a Battlefield in Picardy (30 травня 1918) - Psychopompos: A Tale in Rhyme (кінець 1917-літо 1918) - A Червень Afternoon (червень 1918) - The Spirit of Summer (27 червня 1918) - Grace (липень 1918) - The Link (липень 1918) - To Alan Seeger (липень 1918) - Серпень (серпень 1918) - Damon and Delia, a Pastoral (серпень 1918) - Phaeton (серпень 1918) - To Arthur Goodenough, Esq. (20 серпня 1918) - Hellas (вересень 1918) - To Delia, Avoiding Damon (вересень 1918) - Alfredo; a Tragedy (14 вересня 1918) - The Eidolon (жовтень 1918) - Monos: An Ode (жовтень 1918) - Germania—1918 (листопад 1918) - To Col. Linkaby Didd (1 листопада 1918) - Ambition (грудень 1918) - A Cycle of Verse (листопад-грудень 1918) - Oceanus - Clouds - Mother Earth - To the Eighth of Листопад (13 грудня 1918) - To the A.H.S.P.C., on Receipt of the Christmas Pippin (грудень? 1918) - The Conscript (1918?) - Greetings (Січень 1919) - Theodore Roosevelt (січень 1919) - To Maj.-Gen. ((Omar Bundy)), U.S.A. (січень 1919) - To Jonathan Hoag, Esq. (лютий 1919) - Despair (19 лютого 1919) - In Memoriam: J.E.T.D. (березень 1919) - Revelation (березень 1919) - Квітень Dawn (10 квітня 1919) - Amissa Minerva (травень 1919) - Damon: A Monody (травень 1919) - Hylas and Myrrha: A Tale (травень 1919) - North and South Britons (травень 1919) - To the A.H.S.P.C., on Receipt of the May Pippin (травень? 1919) - Helene Hoffman Cole: 1893—1919 (червень 1919) - John Oldham: A Defence (червень 1919) - (On Prohibition) (30 червня 1919) - Myrrha and Strephon (липень 1919) - The House (16 липня 1919) - Monody on the Late King Alcohol (серпень 1919) - The Pensive Swain (жовтень 1919) - The City (жовтень 1919) - Oct. 17, 1919 (жовтень 1919) - On Collaboration (20 жовтня 1919) - To Edward John Moreton Drax Plunkett, Eighteenth Baron Dunsany (листопад 1919) - Wisdom (листопад 1919) - Birthday Lines to Margfred Galbraham (листопад 1919) - The Nightmare Lake (грудень 1919) - Bells (11 грудня 1919) - Січень (січень 1920) - To Phillis (січень 1920) - Tryout's Lament for the Vanished Spider (січень 1920) - Ad Scribam (лютий 1920) - On Reading Lord Dunsany's Book of Wonder (березень 1920) - To a Dreamer (25 квітня 1920) - Cindy: Scrub Lady in a State Street Skyscraper (червень 1920) - The Poet's Rash Excuse (липень 1920) - With a Copy of Wilde's Fairy Tales (липень 1920) - Ex-Poet's Reply (липень? 1920) - To Two Epgephi (липень? 1920) - On Religion (серпень 1920) - The Voice (серпень 1920) - On a Grecian Colonnade in a Park (20 серпня 1920) - The Dream (вересень 1920) - October (1) (жовтень 1920) - To S.S.L.—Oct. 17, 1920 (жовтень 1920) - Christmas (листопад 1920) - To Alfred Galpin, Esq. (листопад? 1920) - Theobaldian Aestivation (11 листопада 1920) - S.S.L.: Christmas 1920 (грудень? 1920) - On Receiving a Portraiture of Mrs. Berkeley, ye Poetess (25 грудня 1920) - The Prophecy of Capys Secundus (11 січня 1921) - To a Youth (лютий 1921) - To Mr. Hoag (лютий 1921) - The Pathetick History of Sir Wilful Wildrake (весна? 1921) - On the Return of Maurice Winter Moe, Esq., to the Pedagogical Profession (червень 1921) - Medusa: A Portrait (29 листопада 1921) - To Mr. Galpin (грудень 1921) - Sir Thomas Tryout (грудень 1921) - On a Poet's Ninety-first Birthday (10 лютого 1922) - Simplicity: A Poem (18 травня 1922) - To Saml: Loveman, Gent. (літо? 1922) - Plaster-All (серпень? 1922) - To Zara (31 серпня 1922) - To Damon (листопад? 1922) - Waste Paper (кінець 1922? початок 1923?) - To Rheinhart Kleiner, Esq. (січень 1923) - Chloris and Damon (січень 1923) - To Mr. Hoag (лютий? 1923) - To Endymion (квітень? 1923) - The Feast (травень 1923) - On Marblehead (10 липня 1923) - To Mr. Baldwin, on Receiving a Picture of Him in a Rural Bower (29 вересня 1923) - Lines for Poets' Night at the Scribblers' Club (жовтень? 1923) - On a Scene in Rural Rhode Island (8 листопада 1923) - Damon and Lycë (13 грудня 1923) - To Mr. Hoag (3 лютого 1924) - On the Pyramids (лютий 1924) - Stanzas on Samarkand I—III (лютий-березень 1924) - Providence (26 вересня 1924) - On The Thing in the Woods by Harper Williams (29 листопада 1924) - Solstice (25 грудня 1924) - To Saml Loveman, Esq. (14 січня 1925) - To George Kirk, Esq. (18 січня 1925) - My Favourite Character (31 січня 1925) - On the Double-R Coffee House (1 лютого 1925) - To Mr. Hoag (10 лютого 1925) - The Cats (15 лютого 1925) - On Rheinhart Kleiner Being Hit by an Automobile (16 лютого 1925) - To Xanthippe, on Her Birthday—Березень 16, 1925 (березень 1925) - Primavera (квітень 1925) - To Frank Belknap Long on His Birthday (квітень? 1925) - A Year Off (24 липня 1925) - To an Infant (26 серпня 1925) - On a Politician (24-27 жовтня 1925) - On a Room for Rent (24-27 жовтня 1925) - October (2) (30 жовтня 1925) - To George Willard Kirk, Gent., of Chelsea-Village, in New-York, upon His Birthday, Novr. 25, 1925 (24 листопада 1925) - On Old Grimes by (Albert Gorton Greene) (грудень 1925) - Festival (грудень 1925) - To Jonathan Hoag (10 лютого 1926) - Hallowe'en in a Suburb (березень 1926) - In Memoriam: Oscar Incoul Verelst of Manhattan: 1920—1926 (28 червня 1926) - The Return (грудень 1926) - Εις Σφιγγην (грудень 1926) - Hedone (3 січня 1927) - To Miss Beryl Hoyt (лютий 1927) - To Jonathan E. Hoag, Esq. (лютий? 1927) - On J.F. Roy Erford (18 червня 1927) - On Ambrose Bierce (червень 1927) - On Cheating the Post Office (14 серпня 1927) - On Newport, Rhode Island (17 вересня 1927) - The Absent Leader (12 жовтня 1927) - Ave atque Vale (18 жовтня 1927) - To a Sophisticated Young Gentleman (15 грудня 1928) - The Wood (січень 1929) - An Epistle to the Rt. Honble Maurce Winter Moe, Esq. (липень 1929) - Stanzas on Samarkand IV (8 листопада 1929) - Lines upon the Magnates of the Pulp (листопад 1929) - The Outpost (26 листопада 1929) - The Ancient Track (26 листопада 1929) - The Messenger (30 листопада 1929) - The East India Brick Row (12 грудня 1929) - The Fungi From Yuggoth (27 грудня 1929-4 січня 30) - I. The Book - II. Pursuit - III. The Key - IV. Recognition - V. Homecoming - VI. The Lamp - VII. Zaman's Hill - VIII. The Port - IX. The Courtyard - X. The Pigeon-Flyers - XI. The Well - XII. The Howler - XIII. Hesperia - XIV. Star-Winds - XV. Antarktos - XVI. The Window - XVII. A Memory - XVIII. The Gardens of Yin - XIX. The Bells - XX. Night-Gaunts - XXI. Nyarlathotep - XXII. Azathoth - XXIII. Mirage - XXIV. The Canal - XXV. St. Toad's - XXVI. The Familiars - XXVII. The Elder Pharos - XXVIII. Expectancy - XXIX. Nostalgia - XXX. Background - XXXI. The Dweller - XXXII. Alienation - XXXIII. Harbour Whistles - XXXIV. Recapture (листопад 1929) - XXXV. Evening Star - XXXVI. Continuity - Veteropinguis Redivivus (літо 1930?) - To a Young Poet in Dunedin (29 травня 1931) - FUNGI from YUGGOTH, 6.Nyarlathotep and 7. Azathoth. Verses printed in Jan. 1931 WEIRD TALES. - On an Unspoil'd Rural Prospect (30 серпня 1931) - Bouts Rimés (23 травня 1934) - Beyond Zimbabwe - The White Elephant - Anthem of the Kappa Alpha Tau (7 серпня 1934) - Edith Miniter (10 вересня 1934) - Little Sam Perkins (17 вересня 1934) - Metrical Example (27 лютого 1935) - Dead Passion's Flame (літо 1935) - Arcadia (літо 1935) - Lullaby for the Dionne Quintuplets (літо 1935) - The Odes of Horace: Book III, ix (22 січня 1936) - In a Sequester'd Providence Churchyard Where Once Poe Walk'd (8 серпня 1936) - To Mr. Finlay, upon His Drawing for Mr. Bloch's Tale, «The Faceless God» (30 листопада 1936) - To Clark Ashton Smith, Esq., upon His Phantastick Tales, Verses, Pictures, and Sculptures (11 грудня 1936) - The Decline and Fall of a Man of the World - Epigrams - Gaudeamus - The Greatest Law - Life's Mystery - On Mr. L. Phillips Howard's Profound Poem Entitled «Life's Mystery» - Nathicana - On an Accomplished Young Linguist - «The Poetical Punch» Pushed from His Pedestal - The Road to Ruin - Saturnalia - Sonnet Study - Sors Poetae - To Samuel Loveman, Esq. - To «The Scribblers» - Verses Designed to Be Sent by a Friend of the Author to His Brother-in-Law on New Year's Day - Christmas Greetings - To Eugene B. Kuntz et al. - To Laurie A. Sawyer - To Sonia H. Greene - To Rheinhart Kleiner - To Felis (Frank Belknap Long's Cat) - To Annie E.P. Gamwell - To Felis (Frank Belknap Long's Cat) |

## Літературна критика
- Метрична закономірність (англ. Metrical Regularity) (1915)
- Епідемія верлібру (англ. The Vers Libre Epidemic) (1917)
- Стан класицизму (англ. The Case for Classicism) (1919)
- Літературна композиція (англ. Literary Composition) (1919)
- Ars Gratia Artis (1921)
- Поезія Ліліан Міддлтон (англ. The Poetry of Lilian Middleton) (1922)
- Rudis Indigestaque Moles (1923)
- Про підготовку редакторів (англ. In the Editor's Study) (1923)
- Професійний інкуб (англ. The Professional Incubus) (1924)
- Всюдисущий фелистим'янин (англ. The Omnipresent Philistine) (1924)
- Що лежить у віршах (англ. What Belongs in Verse) (1935)

## Наукові праці

### Філософія
- Ренесанс чоловіцтва (англ. The Renaissance of Manhood) (1915)
- Лікер і його друзі (англ. Liquor and Its Friends) (1915)
- Симфонічний ідеал (англ. The Symphonic Ideal) (1916)
- Примітки редактора до «Генезису революційної війни» МакҐавакса (Editors Note to McGavacks «Genesis of the Revolutionary War») (1917)
- Примітний документ (англ. A Remarkable Document) (1917)
- Біля коренів (англ. At the Root) (1918)
- Merlinus Redivivus (1918)
- Час і простір (англ. Time and Space) (1918)
- Anglo Saxondom (1918)
- Ідеалізм і матеріалізм — рефлексія (англ. Idealism and Materialism – A Reflection) (1919)
- Життя на користь людства (англ. Life for Humanity's Sake) (1920)
- У захист «Дагона» (англ. In Defence of "Dagon") (1921)
- Ніцшеанство і реалізм (англ. Nietzscheism and Realism) (1922)
- Консерватизм Східного і Західного Гарварду (англ. East and West Harvard Conservatism) (1922)
- Матеріаліст сьогодні (англ. The Materialist Today) (1926)
- Деякі випадки самопожертви (англ. Some Causes of Self-Immolation) (1931)
- Традиція і модернізм: загальний сенс в мистецьких формах (англ. Heritage or Modernism: Common Sense in Art Forms) (1935)
- Заперечення ортодоксального комунізму (англ. Objections to Orthodox Communism) (1936)

### Політологія
- Злочин століття (англ. The Crime of the Century) (1915)
- More Chain Lightning (1915)
- Стара Англія і «дефіс» (англ. Old England and the "Hyphen") (1916)
- Революційна міфологія (англ. Revolutionary Mythology) (1916)
- Американізм (англ. Americanism) (1919)
- Ліга (англ. The League) (1919)
- Більшовизм (англ. Bolshevism) (1919)
- Кілька повторень часу (англ. Some Repetitions on the Times) (1933)

### Літературознавство
- Банальна книга (англ. Commonplace Book) (1919—1935)
- Лорд Дансені і його праці (англ. Lord Dunsany and His Work) (1922)
- Надприродні жахи в літературі (англ. Supernatural Horror in Literature) (1925—1927)
- Нотатки щодо фантастики чудернацького (англ. Notes on Writing Weird Fiction) (1934)
- Декотрі нотатки щодо міжпланетної фантастики (англ. Some Notes on Interplanetary Fiction) (1935)
- In Memoriam: Роберт Ірвін Говард (англ. In Memoriam: Robert Ervin Howard) (1936)

## Інші твори

### Нотатки подорожей
- Вермонт — перші враження (англ. Vermont — A First Impression) (1927)
- Огляди кількох частин Америки (англ. Observations on Several Parts of America) (1928)
- Подорожі американським Провіденсом (англ. Travels in the Provinces of America) (1929)
- Звіт про Чарльзтон (англ. An Account of Charleston) (1930)
- Кілька голландських слідів у Новій Англії (англ. Some Dutch Footprints in New Englan) (1933)
- Будинки й храми По (англ. Homes and Shrines of Poe) (1934)